# Historia del uniforme del Club Atlético Rosario Central

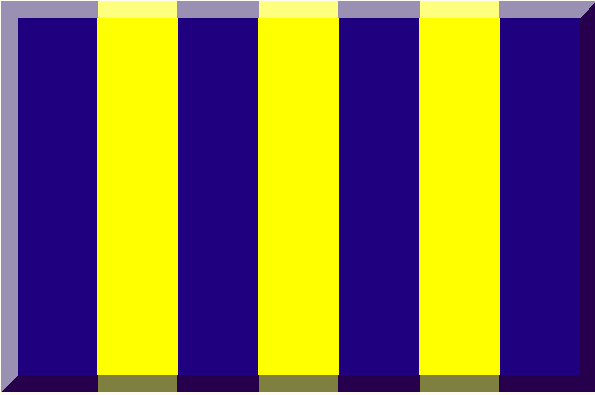
Diseño clásico para los uniformes titulares del Club Atlético Rosario Central.

Los colores distintivos del Club Atlético Rosario Central son el azul y el amarillo, dispuestos a rayas verticales; éstos fueron elegidos para 1905, propuestos por Miguel Green, fundador, futbolista y dirigente del club. En el estatuto se consignaba con precisión que los colores eran el azul marino y el oro, hasta que tras la reforma de 2017 se los denomina azul y amarillo, tal consta en el artículo 2 del título I.

## Historia
Desde su fundación en 1889, se optó por una casaca de colores rojo y blanco a grandes cuadros; en 1903 se remplazó al rojo por el azul. La elección de estos colores guarda relación con el origen británico de los creadores del club.

### Cambio de colores

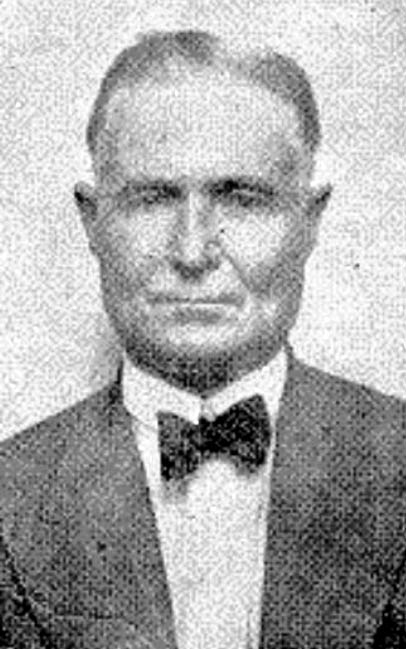
Miguel Green propuso utilizar los colores azul y oro.

Con la fusión de los ferrocarriles Central Argentino y Buenos Aires a Rosario, se produjo una llegada de obreros provenientes de Campana y San Martín que favoreció la criollización del club. Se castellanizó su nombre (de Central Argentine Railway Athletic Club a Club Atlético Rosario Central) y se optó por los colores azul marino y oro, a proposición de Miguel Green, y que figuró en el estatuto del club hasta su última reforma en 2017; actualmente se denominan los colores como azul y amarillo y se disponen en franjas verticales. Hasta 1911 la camiseta fue azul con cuello y puños amarillos, optándose al año siguiente por el diseño a rayas. Las modificaciones en las estructuras del diseño fueron teniendo variantes; así, por ejemplo, los cuellos redondos con cordones para cerrarlos de las primeras décadas fueron remplazados por cuellos v, cuellos polo, abotonados, etc. Durante las décadas de 1930 a 1950 se utilizaron ocasionalmente modelos de camisa. Con la llegada de la esponsorización a la indumentaria se hicieron más frecuentes los cambios en las formas, con variabilidad de ancho de las franjas y utilización de distintos tonos de los colores. Además del escudo, se incorporaron a su tiempo en modelos recientes otras figuras como El Canaya y el Monumento a la Bandera. En la semifinal de Copa Argentina 2015-16 ante Belgrano de Córdoba se incluyó el escudo de Associação Chapecoense de Futebol tras la la caída del avión que transportaba a su plantel.
|                   |
| Camiseta de 1904. |

|                                       |
| Camiseta utilizada entre 1905 y 1911. |

|                             |
| Diseño habitual desde 1912. |

## Evolución

### Titular
| 1889-1902 | 1903-1904 | 1905-1911 | 1912-1932 | 1933-1934 | 1935-1936 | 1937-1939 | 1940 |

| 1941-1952 | 1953 | 1954 | 1955 | 1956-1957 | 1958 | 1958 | 1959-1961 |

| 1962 | 1963 | 1964 | 1965 | 1966 | 1966-1978 | Metro 1979 | 1979-1983 |

| 1982 | 1983-1985 | 1986-1987 | 1987-1989 | 1989-1991 | 1992 | 1992-1993 | 1993-1994 |

| 1994-1995 | 1995-1997 | 1997-1998 | 1998-2000 | 2000 | 2000-2001 | Intl. 2001 | 2002-03 |

| 2004-2005 | 2006 | 2006-2007 | 2007-2008 | 2008-2009 | 2009-11 | 2011-12 | 2012-13 |

| 2013-14 | 2015 | 2016 | 2017 | 2018 | 2019 | 2020 | 2021 |  |

| 2022 | 2023 | 2024 | 2025 |

### Suplente
| 1912-1938 | 1939-1975 | 1960 | 1960 | 1971 | 1977 | 1978 | 1978 |

|  | 1981 | 1983-1989 | 1983-1987 | 1984 | 1987-1988 | 1988-1991 | 1989-1991 | 1991-1992 |

| 1992-1993 | 1993-1995 | 1995-1998 | 1998-2000 | 2000-2001 | Intl. 2001 | 2002 | 2002-2003 |

| 2002-2003 | 2004-2005 | 2005-2006 | 2005-2006 | 2005-2006 | 2006 | 2006-2008 | 2006-2008 |

| 2006-2007 | 2008-2009 | 2009-2011 | 2011-2012 | 2011-2012 | 2012-2013 | 2012-2013 | 2013-2014 |

| 2015 | 2016 | 2017 | 2018 | 2019 | 2020 | 2021 |  |

| 2022 | 2023 | 2024 | 2025 |

### Tercera
| 2020 | 2021 | 2022 | 2023 | 2024 |

## Patrocinio
Desde 2025, la indumentaria de Rosario Central es provista por la empresa Le Coq Sportif, quien brinda desde el uniforme deportivo hasta la ropa extra-deportiva. A su vez, tiene a la empresa CityCenter como patrocinador principal desde el mismo año.
| Período         | Logo | Proveedor      |
| --------------- | ---- | -------------- |
| 1977-1982       |      | Adidas         |
| 1983-1992       |      | Topper         |
| 1992-1993       |      | Uhlsport       |
| 1993-1995       |      | Penalty        |
| 1995-1998       |      | Le Coq Sportif |
| 1998-2000       |      | Umbro          |
| 2000-2006       |      | Puma           |
| 2006-2009       |      | Kappa          |
| 2009-2012       |      | Puma           |
| 2012-2014       |      | Olympikus      |
| 2015-2018       |      | Nike           |
| 2019-2021       |      | Under Armour   |
| 2022-2024       |      | Umbro          |
| 2025-actualidad |      | Le Coq Sportif |

| Período         | Logo | Patrocinador        |
| --------------- | ---- | ------------------- |
| 1985            |      | Zanella             |
| 1986            |      | Grundig Macrini     |
| 1987-1992       |      | Zanella             |
| 1992-1998       |      | General Paz Seguros |
| 1998-2001       |      | Cablehogar          |
| 2002-2005       |      | Transatlántica      |
| 2005-2009       |      | Paladini            |
| 2009-2011       |      | Ciudad Ribera       |
| 2011-2014       |      | Ingeconser          |
| 2014-2017       |      | Banco Municipal     |
| 2018-2019       |      | TCL                 |
| 2020-2021       |      | Banco Municipal     |
| 2021            |      | Adelante            |
| 2022-actualidad |      | CityCenter          |

| Período   | Logo | Patrocinador      |
| --------- | ---- | ----------------- |
| 1998-2000 |      | Diario La Capital |
| 2000-2001 |      | Chevallier        |
| 2007-2009 |      | Tersuave          |
| 2009-2017 |      | Empresa Argentina |
| 2010-2019 |      | Sinteplast        |
| 2013-2021 |      | Autocredito       |
| 2016-2017 |      | Tarjeta Canalla   |
| 2021      | -    | Grupo Olio        |
| 2021-2022 | -    | Kioshi            |
| 2022-2023 | -    | Duracril          |
| 2023      | -    | Kanji             |
| 2023-2024 | -    | Acril SRL         |
| 2024      | -    | Voss 2000         |
| 2025      | -    | Techaarg srl      |

## Influencia
Estos son algunos clubes que tomaron el modelo de la camiseta de Rosario Central para sus propios distintivos:
- Sport Rosario, de Huaraz, Perú.[10]
- Deportivo Capiatá, de Paraguay.[11]
- Rosario Central, de Potosí, Bolivia.[12]
- Rosario Central de Catalunya, de Barcelona, España.[13]
- Central Ballester, de Villa Ballester, Argentina.[14]